# La realtà (Babaman)
La realtà è un brano musicale di Babaman, pubblicato come primo singolo che anticipa l'uscita dell'album La nuova era, uscito il 19 giugno 2012.
È la seconda traccia dell'album, dopo Have Mercy e prima di Dritto.